# Henri Gatien Bertrand
Henri Gatien Bertrand (Châteauroux, 22 marzo 1773 – Châteauroux, 31 gennaio 1844) è stato un generale francese, aiutante di campo  e Conte dell'Impero.

## Biografia

### Le guerre napoleoniche
La sua vita è fortemente intrecciata con quella di Napoleone Bonaparte che aveva in lui la massima fiducia e lo onorò nel 1808 con il titolo di conte.
Nel 1809 diresse la costruzione dei ponti sui quali i francesi attraversarono il Danubio nel corso della battaglia di Wagram.
Il 9 aprile 1811 succedette a Marmont come governatore delle province Illiriche. Non ebbe successo nell'incarico perché ritenuto esitante nel prendere decisioni. Alla fine del 1812 Napoleone lo dovette sollevare dall'incarico e gli assegnò il comando del IV Corpo della Grande Armée. Il 18 novembre 1813, a seguito della morte di Duroc nella battaglia di Bautzen, venne nominato Gran Maresciallo di corte e prese residenza al Palazzo delle Tuileries.
Durante la guerra della sesta coalizione del 1813, comandò il IV Corpo che condusse in battaglia a Großbeeren, Dennewitz, Wartenburg e nella battaglia di Lipsia.
Dopo la sconfitta a Lipsia, fu grazie alla sua iniziativa se l'esercito francese non fu totalmente distrutto. Accompagnò Napoleone all'isola d'Elba nel 1814 e ritornò con lui nel 1815 per i Cento Giorni. Ebbe un comando nella battaglia di Waterloo, al termine della quale Napoleone venne sconfitto definitivamente e costretto nuovamente ad abdicare.

### L’esilio a Sant’Elena e il ritorno in Francia
Dopo la sconfitta a Waterloo, accompagnò Napoleone all'isola di Sant'Elena insieme alla famiglia, formata dalla moglie Fanny de Dillon (figlia di Arthur de Dillon) e dai tre figli piccoli. A differenza dell’ex imperatore e del resto della sua piccola corte che lo seguì sull’isola, Bertrand e famiglia non si stabilirono a Longwood House, ma nel ben più comodo cottage di Hutt’s Gate, a qualche miglio dalla dimora di Napoleone. Sull’isola gli spettava il delicato compito di trattare con le autorità inglesi per ammorbidire le restrizioni contro Napoleone ritenute più moleste.
Di quel periodo tenne un diario, criptato, che fu decifrato e pubblicato più di un secolo dopo la sua morte.
Condannato a morte in contumacia il 7 maggio 1816, non ritornò in Francia che dopo la morte di Napoleone, avvenuta il 5 maggio 1821. Luigi XVIII gli concesse l'amnistia il 24 ottobre 1821 e gli consentì di mantenere il grado militare.
Accolto al suo ritorno trionfalmente a Calais, si divise tra le sue terre di Laleuf vicino Châteauroux e il suo piccolo palazzo parigino di rue de la Victoire. Nominato a capo dell'École polytechnique nel novembre 1830, fu eletto deputato lo stesso anno, ma perse le elezioni successive nel 1834 e si ritirò a vita privata. Sua moglie Fanny de Dillon morì di cancro al seno il 10 marzo 1836. Si trasferì in Martinica per tre anni per sfuggire alle difficoltà di dover seguire i figli, con il pretesto di curare le piantagioni di canna da zucchero della suocera.

### Gli ultimi anni
Nel 1840 venne scelto per accompagnare il principe di Joinville a Sant'Elena per recuperare e riportare in Francia le spoglie dell'imperatore. Ricevuto l'incarico, consegnò la spada di Napoleone, che aveva custodito per tutto il tempo, al re Luigi Filippo. Tornò dalla spedizione e fu uno dei quattro ufficiali che scortarono a cavallo il feretro durante il funerale solenne che si tenne a Parigi il 15 dicembre 1840. Partì per un lungo viaggio verso i Caraibi e gli Stati Uniti d'America e ritornò in Francia per morire a Châteauroux all'età di settant'anni. Alla cerimonia funebre partecipò il solo figlio Arthur.

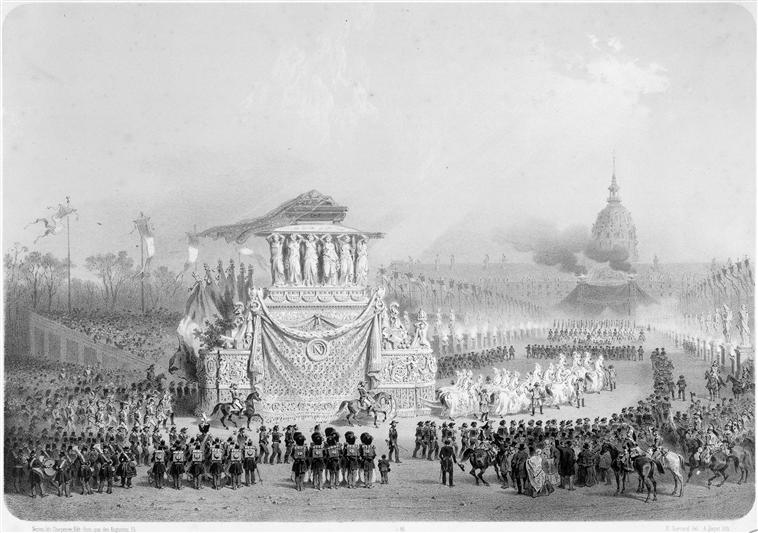
Il funerale solenne di Napoleone a Parigi. Uno dei quattro ufficiali a cavallo ai lati del feretro è Bertrand

Il 5 maggio 1847, a seguito della proposta del colonnello e deputato Armand de Bricqueville, le spoglie furono traslate a Parigi per essere tumulate presso l'Hôpital des Invalides di fronte a Duroc. Dopo la traslazione della tomba di Napoleone nella attuale cripta disegnata da Louis Visconti, è tornato a occupare una posizione di onore, all'ingresso della sala, vicino all'imperatore che servì durante la vita.
La sua commovente fedeltà lo rese molto popolare in Francia.

## Opere
- Quaderni di Sant'Elena, Milano, Longanesi, 1964.